# Serbisch-montenegrinische Eishockeyliga 2003/04
Die Saison 2003/04 war die erste Spielzeit der Serbisch-montenegrinischen Eishockeyliga, der höchsten serbisch-montenegrinischen Eishockeyspielklasse. Serbischer Meister wurde zum insgesamt siebten Mal in der Vereinsgeschichte der HK Vojvodina Novi Sad.

## Playoffs

### Halbfinale
- HK Vojvodina Novi Sad – HK Partizan Belgrad 18:1
- HK Roter Stern Belgrad – HK Novi Sad 6:4

### Spiel um Platz drei
- HK Novi Sad – HK Partizan Belgrad 9:8

### Finale
- HK Vojvodina Novi Sad – HK Roter Stern Belgrad 6:1